# Xerorchis
Xerorchis is een klein geslacht van tropische orchideeën uit de onderfamilie Epidendroideae. Het zijn vrij primitieve, terrestrische planten waarvan de taxonomische classificatie nog steeds ter discussie staat.
Het geslacht telt twee soorten en is afkomstig uit Zuid-Amerika.

## Naamgeving enetymologie
De botanische naam Xerorchis is een samenstelling van Oudgrieks ξηρός, xēros (droog) en ὄρχις, orchis (orchidee), en slaat op de verdraagzaamheid tegen droogte van deze plant.

## Kenmerken
Xerorchis heeft een aantal primitieve kenmerken, waardoor de juiste classificatie zeer moeilijk is. Het is een overblijvende, altijdgroene plant, met het uiterlijk van een bamboeachtig gras, een onverdikte, vertakte stengel, verspreid staande, groenblijvende, lijnvormige bladeren tot bovenaan de stengel (mogelijk restanten van schutbladeren), en een bloeiwijze met kleine, verspreid staande, meestal geelgroene bloemen.
De kelk- en kroonbladen zijn gelijk, lancetvormig, onbehaard, met afgeronde top. De bloemlip is vlak en drielobbig, de zijlobben klein, de middenlob veel groter, met franjevormige randen. Het gynostemium is langgerekt, meer dan half zo lang als de kroonbladen, met een apicale, gebogen, helmknop met acht pollinia in twee groepjes. Een viscidium is wel aanwezig.

## Habitat en verspreiding
Xerorchis komen voor in het Amazonebekken in Brazilië, Ecuador, Bolivia en Venezuela, op zure, zandige gronden op warme, zonnige maar moerassige plaatsen, dikwijls op pas gekapte bospercelen.

## Taxonomie
De juiste classificatie van het geslacht Xerorchis is, onder meer door zijn afwijkende morfologie en mengeling van primitieve (bamboeachtige morfologie, groenblijvende bladeren en dunne, vertakte stengel) en verder geavanceerde (acht pollinia) kenmerken, nog steeds niet helemaal duidelijk. Sommige auteurs stellen voor dit geslacht in een eigen tribus, Xerorchideae te plaatsen, volgens anderen hoort het thuis in de tribus Nervilieae.
De volgende soorten worden door verschillende auteurs genoemd:
- Xerorchis amazonica Schltr. 1912 (typesoort)
- Xerorchis trichorhiza (Kraenzl.) Garay